# 亨德森陨石坑

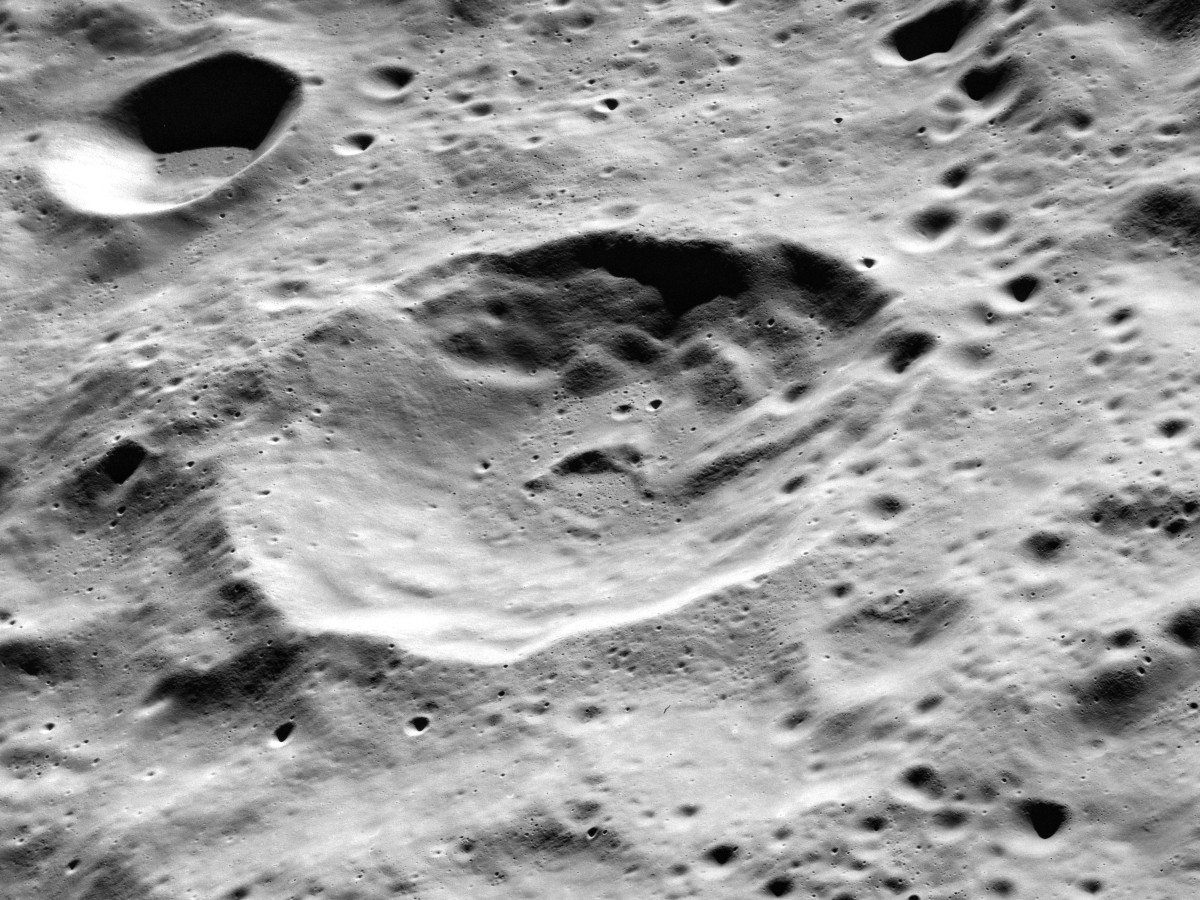
阿波罗16号拍摄的西向斜视图

亨德森陨石坑（Henderson）是月球背面赤道区一座古老的大撞击坑，约形成于酒海纪，其名称取自苏格兰天文学家托马斯·亨德森（Thomas Henderson，1798年-1844年），1970年被国际天文学联合会批准接受。

## 描述
该陨坑坐落在一座更大、更古老的撞击特征残迹内，西侧毗邻舒斯特环形山和巨大的门捷列夫环形山；西北偏北靠近圣约翰环形山；米尔斯陨石坑位于它的东北；东侧则为曼德尔施塔姆环形山；而谢里曼陨石坑（Schliemann）和恰普雷金环形山分别横亘在它的东南和南面。亨德森陨石坑的中心月面坐标为4°48′N 152°06′E / 4.8°N 152.1°E，直径43.5公里，深度2.3公里。
亨德森陨石坑是一座边缘低浅的已磨损撞击坑，边缘和坑内没有无醒目的陨坑，但南侧外壁上坐落着一座已磨损的小陨坑。坑壁平均高出周边地形1100米，内部容积有1700立方千米。坑底表面相对平坦，从西北内壁至坑底中心延伸着一道蜿蜒的山脊。

## 卫星陨石坑
按惯例，最靠近亨德森陨石坑的卫星坑在月图上以字母标注在该坑中心点的旁边。

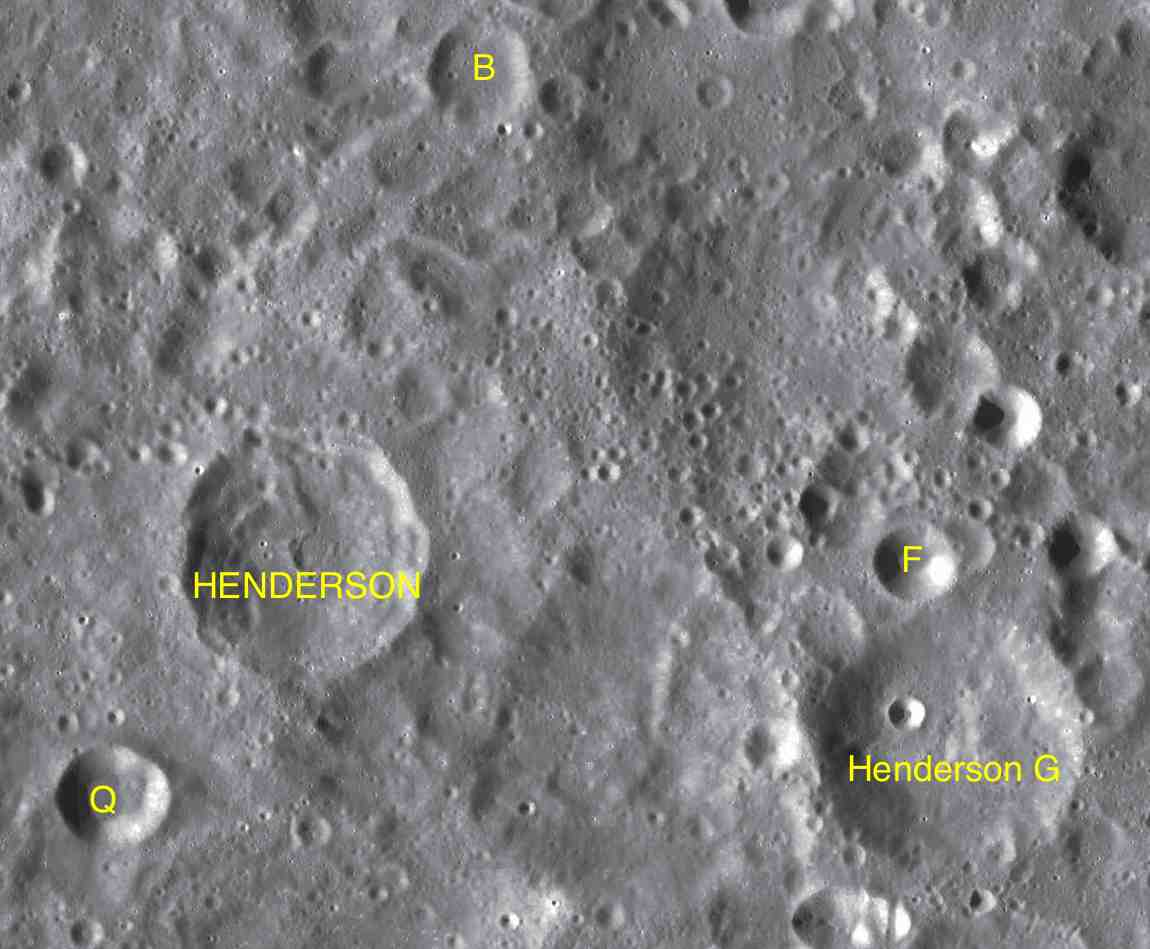
LAC-67 月面图。

| 亨德森 | 纬度   | 经度     | 直径    |
| ------ | ------ | -------- | ------- |
| B      | 7.6° N | 153.2° E | 18 公里 |
| F      | 4.7° N | 155.7° E | 14 公里 |
| G      | 3.6° N | 155.8° E | 46 公里 |
| Q      | 3.4° N | 151.0° E | 17 公里 |

- 卫星坑亨德森 G形成于酒海纪[1]。